# Позаментье, Альфред С.
Альфред С. Позаментье (1942) — американский преподаватель и ведущий комментатор по вопросам преподавания математики и естественнонаучного образования; регулярно публикуется в Нью-Йорк Таймс и других изданиях Разработал оригинальную программу преподавания математики и естественных наук. Выступает за увеличения ассигнований на преподавание математики. Выступает за привлечение родителей в помощь преподавателям. Разработал множество методических материалов по развитию творческого подхода к решению задач.

## Биография
Родился в Манхэттене в Нью-Йорке. Сын австрийских эмигрантов. Получил степень бакалавра по специальности «преподавание математики» Хантер-колледжа городского университета Нью-Йорка; степень магистра в области математического образования (1966 год, Городской университет Нью-Йорка); степень доктора философии в области математического образования (1973 год, Фордхэмский Университет).
Начал карьеру преподавателя в качестве учителя математики в средней школе Теодора Рузвельта в Бронксе, Нью-Йорк. Является почетным профессором математики Сити-колледжа городского университета Нью-Йорка, где он проработал более 40 .

## Семья
Имеет дочь и сына. Живет в Ривер Вейл, шт. Нью-Джерси.